# Droga wojewódzka 554
Die Droga wojewódzka 554 (DW 554) ist eine 48 Kilometer lange Droga wojewódzka (Woiwodschaftsstraße) in der polnischen Woiwodschaft Kujawien-Pommern, die Orzechowo mit Kikół verbindet. Die Strecke liegt im Powiat Wąbrzeski und im Golubsko-Dobrzyński und im Powiat Lipnowski.

## Streckenverlauf
Woiwodschaft Kujawien-Pommern, Powiat Wąbrzeski
-  Orzechowo (Groß Orsichau) (DW 551)

Woiwodschaft Kujawien-Pommern, Powiat Golubsko-Dobrzyński
-  Sierakowo (DW 649)
-  Kowalewo Pomorskie (Schönsee) (DK 15)
- Napole
- Ostrowite (Osterbitz)
- Podzamek Golubski (Schloss Golau)
-  Golub-Dobrzyń (Gollub) (DW 534, DW 569)
- Odłogi
- Węgiersk (Wengers)
- Sitno
- Łukaszewo
- Zbójenko
-  Zbójno (DW 556)
- Klonowo

Woiwodschaft Kujawien-Pommern, Powiat Lipnowski
- Dąbrówka
- Moszczonne
- Lubin (Laubengarten)
-  Kikół (Schönsee) (DK 10)